# ジークムント・アントン・シュタイナー

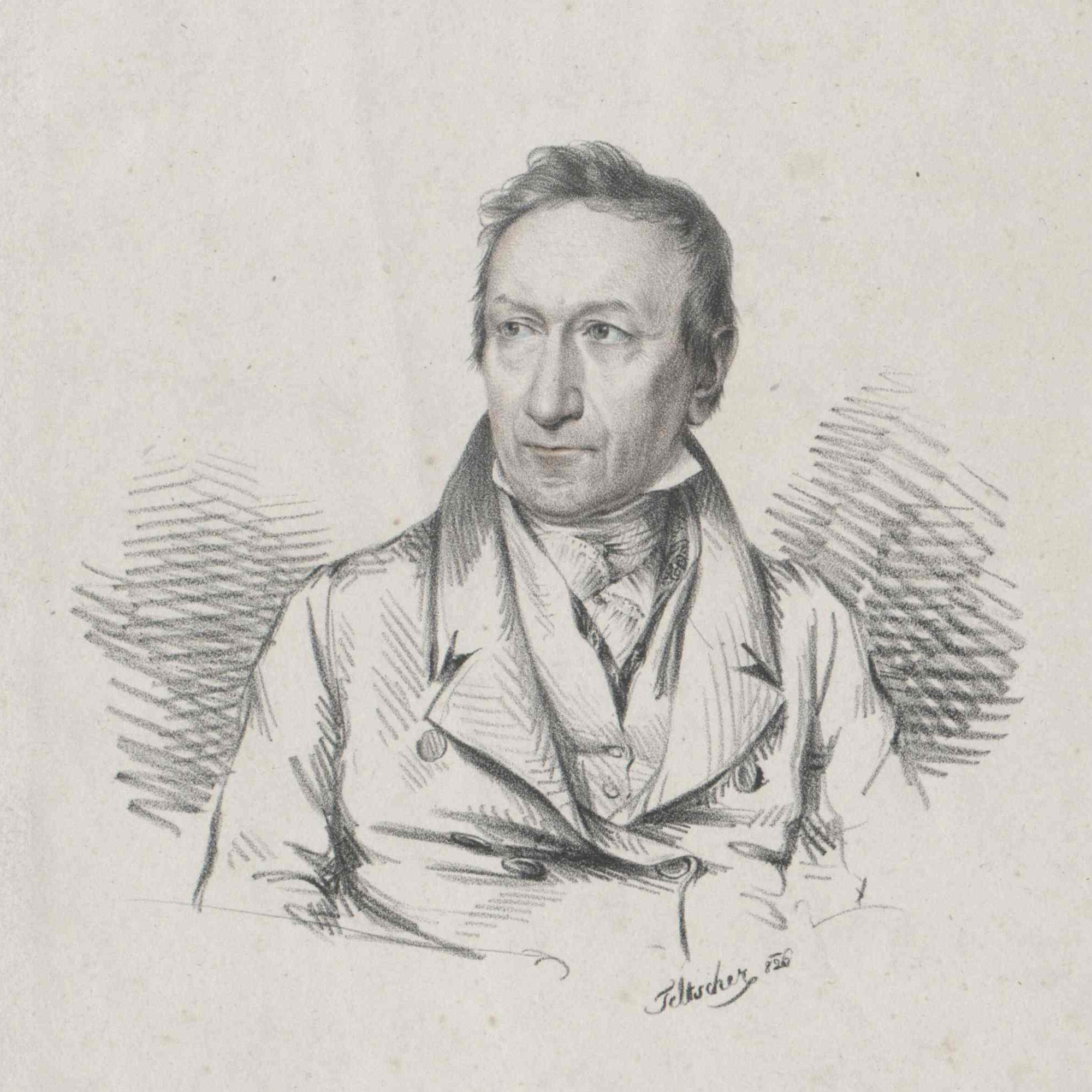
ヨーゼフ・テルチャーによるシュタイナーの肖像画。リトグラフ、1825年。

ジークムント・アントン・シュタイナー（Sigmund Anton Steiner 1773年4月26日 - 1838年3月28日）は、オーストリアの楽譜出版者、美術商。

## 生涯
シュタイナーはヴァイテルスフェルトに生まれた。ランゲルノイスの少年合唱隊に所属後、ウィーンの法律事務所で事務員として勤務した。その後Joseph Hartel von Luchsensteinの秘書の力を借りて独立し、1803年にアロイス・ゼネフェルダーのリトグラフ製作所を取得する。そうして、この新しく安価な印刷技術を用いて有名な作曲家の楽譜や肖像画を出版するようになった。1810年にトビアス・ハスリンガーを迎えたことで、会社は新たな好調期に突入する。1826年からはハスリンガーが単独で会社の舵を取った。この頃、彼はベートーヴェンと知り合いになり、自社でベートーヴェン作品の初版楽譜を数多く手掛けるようになる。シュタイナーとハスリンガーの事業は、ベートーヴェン及びその友人らとの出会いを機に知名度を増していったのである。
シュタイナーはウィーンに没した。